# مؤكسد بيولوجي

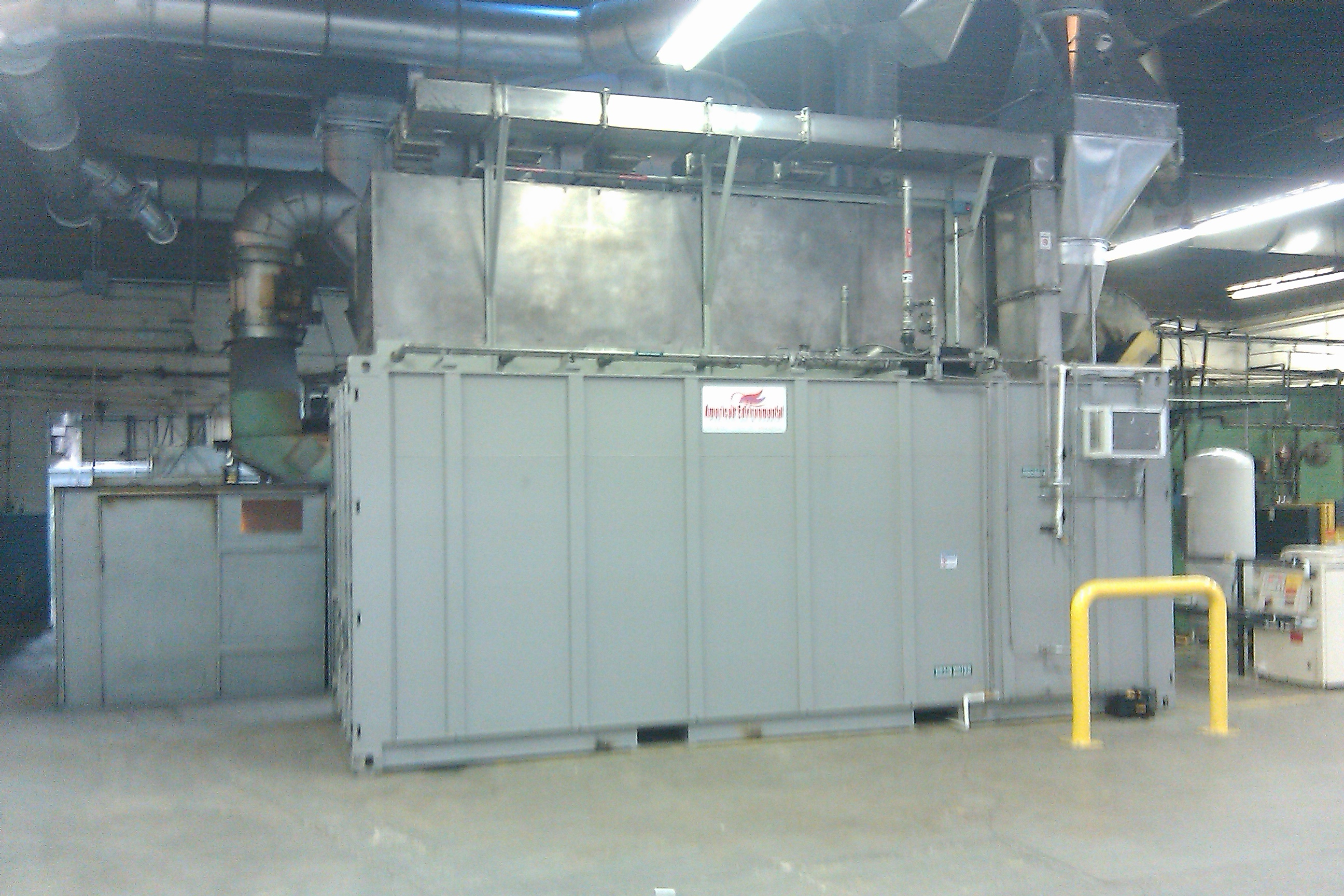
مؤكسد بيولوجي متقدم لإزالة المركبات العضوية المتطايرة والملوثات الهوائية

المؤكسد البيولوجي( biological oxidizer)هو جهاز يستخدم الكائنات الحية الدقيقة لمعالجة مياه الصرف الصحي والمركبات العضوية المتطايرة الناتجة عن العمليات التجارية والصناعية. حيث تقوم أجهزة الأكسدة البيولوجية بتحويل المركبات العضوية القابلة للتحلل البيولوجي إلى ثاني أكسيد الكربون والماء . و هذه عملية طبيعية تختلف عن عوامل وطرق الأكسدة الكيميائية والحرارية التقليدية. بعض الكائنات الحية الدقيقة الأكثر استعمالا هي البكتيريا غَيرية التغذية ، والتي تلعب دورًا مهمًا في عمليات التحلل البيولوجي. بشكل عام، تكون هذه الكائنات الحية الدقيقة على شكل قضبان و تكون اختيارية . توفر المؤكسدات البيولوجية بيئة مستقرة تسمح للبكتيريا بأكسدة واستقرار عدد كبير من المواد العضوية بشكل طبيعي و بطريقة أكثر كفاءة. تتضمن بعض الانبعاثات التي يمكن معالجتها بيولوجيًا ما يلي:
- المركبات الحلقية غير المتجانسة (مثل الكينولين أو البيريدين )؛
- الهيدروكربونات المتعددة العطرية (PAHs)؛
- المواد الصيدلانية؛
- ثنائي الفينيل متعدد الكلور ؛
- الهيدروكربونات (النفط)؛
- البنزين والتولوين والإيثيلبنزين والزيلين (بيتكس)؛
- ميثيل إيثيل كيتون (MEK)؛
- بعض المعادن.

إن الإزالة السريعة لمجموعة واسعة من النفايات والمواد الملوثة من البيئة هي الشرط الأساسي الذي يؤدي إلى الحد الأدنى من التأثير البيئي السلبي و تحقيق الاستدامة . توفر الكائنات الحية الدقيقة قدرة ممتازة على التكيف الابتنائي و الهدمي لتحلل و إنتاج المواد العضوية الخالية من الملوثات. يقدم علم الأحياء الدقيقة وجهات نظر مهمة حول المسارات الأيضية التنظيمية بالإضافة إلى فعالية التكيف والتدهور البيولوجي في بيئتنا المتغيرة.

## آلية التدمير البيولوجي للملوثات الجوية الخطرة

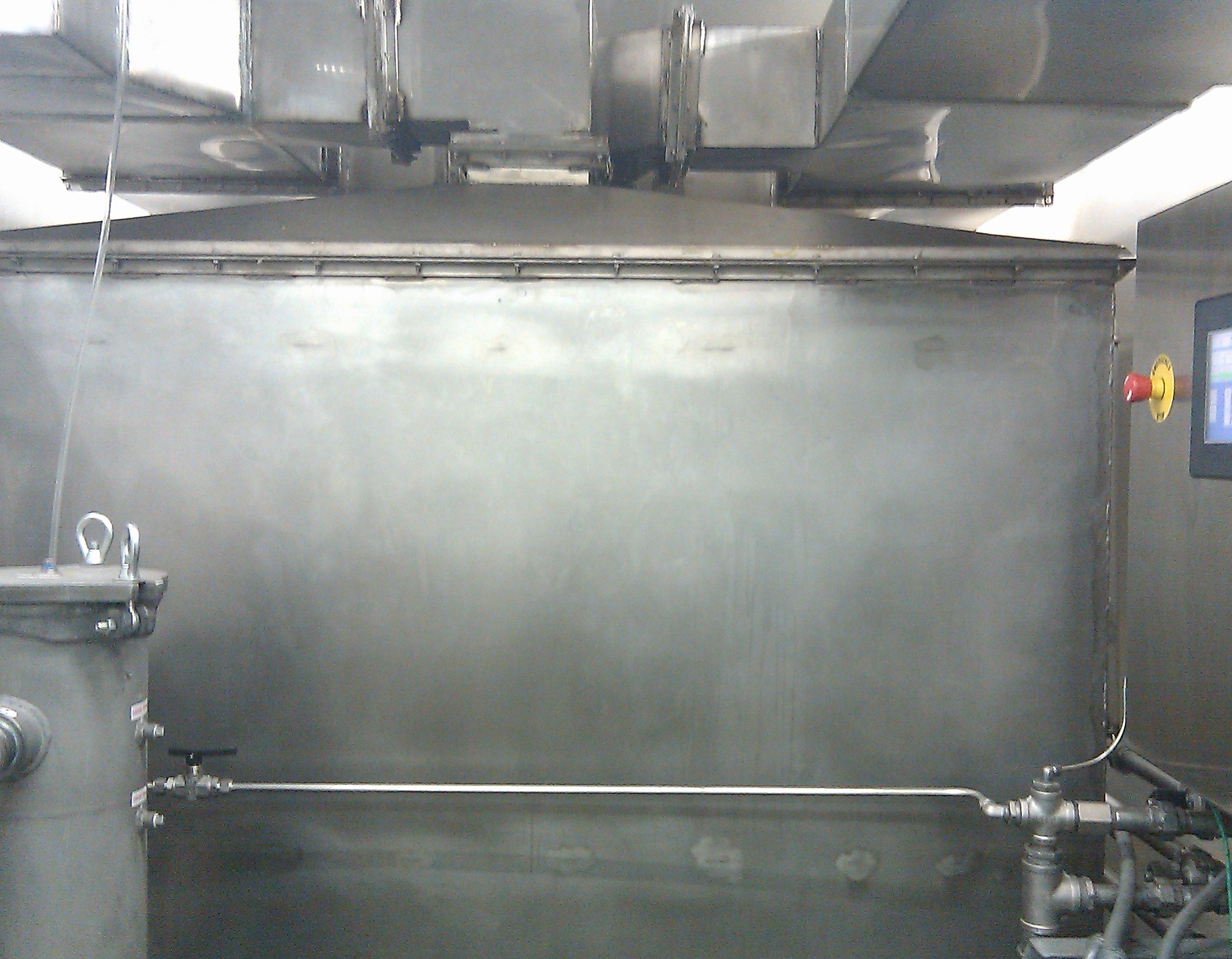
وحدة التقاط المؤكسد البيولوجي

يتم استخدام الكائنات الحية الدقيقة في المعالجة البيولوجية للسيطرة على الانبعاثات البخارية الصناعية والتجارية. عند استخدامها في انبعاثات المعالجة، يتم تمرير الغازات أو الأبخرة المنبعثة من خلال سرير معبأ يحتوي على طبقة بيولوجية رقيقة على السطح. ثم يتم تثبيت الكائنات الحية الدقيقة في الفيلم البيولوجي الرقيق، وعندما يمر البخار فوق الفيلم تصبح مرتبطة و تتأكسد أو تستقر.
ينجز الفيلم البيولوجي عملية التحلل ، حيث يتم إعادة معالجة مياه الحوض البيولوجي فوق الوسائط الحيوية، مما يخلق نموًا بيولوجيًا إضافيًا و مع زيادة حجموالفيلم تزداد كفاءة المؤكسدات البيولوجية.
كانت هناك حاجة إلى مساحة سطحية كبيرة و بصمة كبيرة لمعالجة بخار مياه الصرف الصحي ووانبعاثات المنشآت الصناعية، ومع ظهور معدات الأكسدة البيولوجية المتقدمة، أصبحت هناك حاجة إلى بصمة أصغر. ستشغل البصمة عادةً نفس المساحة التي تشغلها المؤكسدات الحرارية التقليدية.

## الضوابط البيولوجية
إن التكوين المفرط للفيلم البيولوجي قد يؤدي إلى مشاكل معينة مثل التقشير، وهو عامل مهم للحفاظ على الفيلم البيولوجي الأمثل. للحفاظ على هذا الأخير يجب توفير نسبة رطوبة مناسبة. ولتحقيق هذه الغاية، يتم ضبط رطوبة الهواء داخل حجرة التفاعل قبل أن يتدفق البخار فوق وسائط التعبئة التي قد تكون طبيعية أو مصنوعة من البلاستيك الصناعي. يتم بعدها دائمًا استكمال عملية إعادة تدوير المياه في نظام الأكسدة البيولوجية لجعل النظام أكثر فعالية من حيث التكلفة. يقيس الطلب الكيميائي الحيوي للأكسجين (BOD) بشكل غير مباشر كمية المواد العضوية القابلة للتحلل البيولوجي بسهولة، وبالتالي فإن القيم المنخفضة للغاية تشير إلى التخلص المباشر من مياه الصرف الصحي.
إن الإزالة السريعة لمجموعة واسعة من النفايات و المواد الملوثة من تدفق غاز النفايات هو الهدف الأول للمؤكسدات البيولوجية لتلبية متطلبات التصاريح التنظيمية. ولأن الكائنات الحية الدقيقة تختلف في قدرتها على التمثيل الغذائي السريع للملوثات المختلفة، لذا فإن اختيار المزيج المناسب من الكائنات الحية أمر بالغ الأهمية. من أجل هذه الغاية يتم إجراء أبحاث لتعديل الكائنات الحية المختلفة وراثيا لتحسين أدائها في الأكسدة البيولوجية.

## فوائد الأكسدة البيولوجية

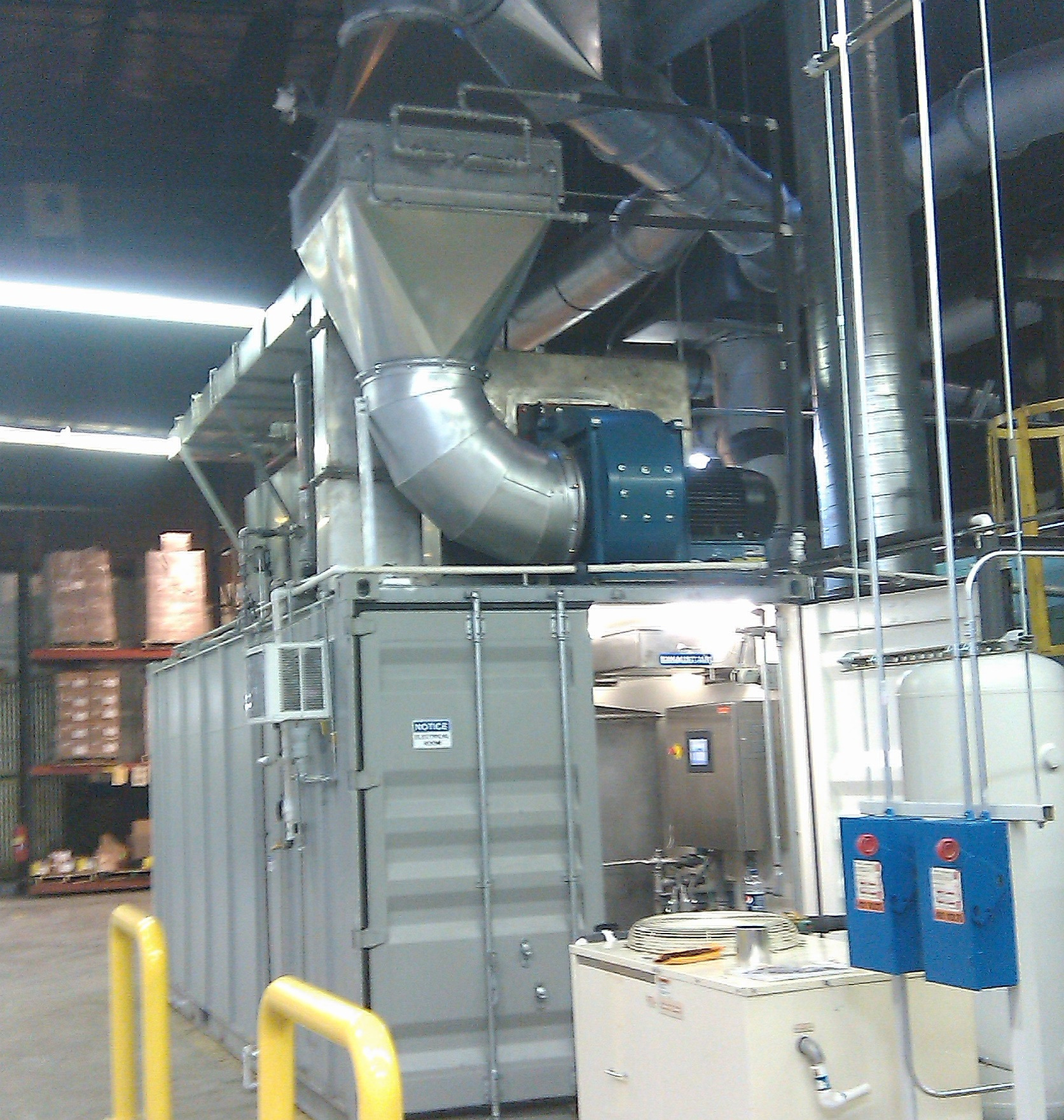
نظام الأكسدة البيولوجية

لقد أدت الأكسدة البيولوجية للمواد العضوية إلى ابتكار معالجة ثانوية منخفضة التكلفة لانبعاثات مياه الصرف الصحي و انبعاثات الهواء الصناعي. تقدم عملية التحلل البيولوجي طريقة سريعة للغاية والتي تستطيع توفير عادة 4000 دورة تحفيزية في الدقيقة. لكن، كفاءة معدل التدمير تكون عادةً أكبر من 99% بالنسبة لمعظم انبعاثات المواد العضوية القابلة للتحلل البيولوجي. بالمقابل،فإن تقنية الأكسدة البيولوجية خالية من الانبعاثات الثانوية (NOx  ) مع إنتاج محدود من CO2 . في حين أن تقنيات الأكسدة الأخرى مثل الأكسدة الحرارية تنتج CO و NO2 و CO2 .

## قائمة الشركات المصنعة
شاركت الشركات المصنعة التالية في تطوير و تصميم وتخطيط أنظمة تنقية الغاز العادم لمجموعة واسعة من الصناعات: التصنيع العالمي للأنظمة الجاهزة للاستخدام.
- الشركة الأمريكية للتصنيع والتوريد، ذ.م.م [1]

## قراءات إضافية و روابط خارجية
- ماكجرو، رودريك. موسوعة التاريخ الطبي (1985)، تاريخ مختصر ص 25-30
- كوكبنا الميكروبي نسخة محفوظة 2013-02-15 على موقع واي باك مشين. </link> ملصق مجاني من الأكاديمية الوطنية للعلوم حول الأدوار الإيجابية للكائنات الحية الدقيقة.
- "عالم الميكروبات المجهول: الميكروبات وأنشطتها في البيئة" تقرير من الأكاديمية الأمريكية لعلم الأحياء الدقيقة
- فهم كوكبنا الميكروبي: علم الميتاجينوميات الجديد نسخة محفوظة 2013-02-15 على موقع واي باك مشين. </link> كتيب تعليمي مكون من 20 صفحة يقدم نظرة عامة أساسية حول علم الجينوم الميتاجينومي وكوكبنا الميكروبي.
- شجرة الحياة الكائنات حقيقية النواة
- أخبار الميكروب من شبكة أخبار الجينوم
- كتاب علم الأحياء الدقيقة الطبية على الإنترنت
- من خلال المجهر: نظرة على كل الأشياء الصغيرة نسخة محفوظة 2008-09-13 على موقع واي باك مشين. </link> كتاب علم الأحياء الدقيقة على الإنترنت من تأليف تيموثي باوستيان وجاري روبرتس، جامعة ويسكونسن ماديسون
- Microorganisms in the pond water على يوتيوب